# Каталонизм
Каталонизм, каталонское национальное движение или каталонский национализм (кат. catalanisme) — социальное, культурное и политическое движение в так называемых каталанских странах, направлено на утверждение политической, языковой и культурной идентичности Каталонии и территорий, где распространён каталанский язык.
Фусте Жуан (кат. Joan Fuster), один из самых известных валенсийских писателей, утверждал, что «каталонский национализм существует потому, что есть национализм испанский». Причиной появления этого движения стали запрет каталонского языка сначала в 1700 году на территории Северной Каталонии, которая отошла к Франции по Пиренейскому договору, а также после утверждения Филиппом V Кастильским Декретов Нуэва-Планта в 1714 году, которые уничтожили традиционные права каталонцев в Южной Каталонии. Репрессии против языка, культуры и политических институтов каталонцев продолжались и в XIX и XX вв., особенно во время диктатур Примо де Риверы и Франсиско Франко.
Каталонский национализм впервые чётко проявил себя в культурологическом движении возрождения каталонской культуры и каталонского языка в XIX веке (кат. Renaixença — «возрождение») с восстановлением праздника Жокс Флуралс (кат. Jocs Florals, окс. Jòcs Floraus — «праздничные игры», соревнования в красноречии и поэтике с вручением победителям призов в форме искусственных цветов из золота и драгоценных камней).
В 1892 году были опубликованы Манрезкие принципы (кат. Bases de Manresa), в которых предлагалось восстановить средневековую каталонскую конституцию, которая действовала до 1714 года.
Современное каталонское национальное движение проявляет себя в нескольких принципах: общепризнанным является тезис о каталонцах, как отдельная нация (это подтверждено на референдуме в Каталонии), продолжением этого принципа является признание права каталонцев на самоопределение, что частью политикума трактуется как полная независимость, а другой частью — как широкое самоуправление в составе Испании, которая может быть трансформирована в федерацию. Также не исключено, что если Каталония отделится от Испании, Валенсия и Балеарские острова войдут в её состав.
Несмотря на предоставленное Каталонии самоуправление с официальным статусом каталанского языка, каталонизм практически перешёл в каталонский сепаратизм до такой степени, что в 2009—2010 гг. прошли неофициальные опросы-референдумы о независимости Каталонии, на которых более 90 % высказалось за независимость, а в сентябре 2012 г. по всей Каталонии прошла массовая манифестация с участием 1,5 миллионов человек под лозунгом «Каталония — новое государство Европы».
После прошедших 25 ноября 2012 г. региональных выборов, по результатам которых абсолютное большинство в парламенте составили депутаты партий-сторонников независимости, 23 января 2013 г. парламентом была провозглашена Декларация о суверенитете («Каталония — суверенный политический и правовой субъект в составе Испании»), а на 2014 г. был запланирован референдум об отделении.

## История каталонского национального движения до 1975 года

### Истоки и начало развития идей политического каталонского национализма
Национальное движение каталонцев в своей современной форме — за возвращение традиционных прав каталанских стран, началось после введения в действие трёх Декретов Нуэва-Планта: декрет 29 июня 1707 года, касающийся Королевств Валенсии и Арагона, декрет 28 ноября 1715 года, касающийся Мальорки и Питиусских островов, и декрет 16 января 1716 года, касающийся Княжества Каталонии.
Эти указы были подписаны во время и сразу после Войны за испанское наследство и взятия войсками Филиппа V Барселоны 11 сентября 1714 года и последнего крупного города каталонских стран Мальорки (сейчас Пальма) 11 июля 1715 года. Указы касались тех территорий, которые поддержали другого претендента на испанскую корону — Карла VI Габсбурга (например, Наварра и Страна Басков сохранили свои права, поскольку поддержали Филиппа V, но через дальнейшую централизацию Испании самоуправления эти территории постепенно сужались и были окончательно уничтожены в XIX в.).
Декретами Нуэва-Планта были уничтожены все местные политические структуры, которые отличались от модели более централизованной Кастилии. Фактически система «общего суверенитета» центральной королевской власти и местных органов самоуправления была заменена на централизованную модель по примеру Франции, откуда происходила испанская династия Бурбонов. В Каталонии и Валенсии были распущены местные Парламенты (кат. les Corts, «Кортс»), на Балеарских островах — Большую и Главную раду (кат. Gran i General Consell), которая выполняла ту же функцию. Церкви были навязаны не свойственные ей функции (в 1730 году архиепископ Мальорки приказал переписать приходские реестры, заменив каталонские имена своих прихожан на кастильские). Каталоноязычные территории больше не имели права осуществлять экономический, фискальный, юридический контроль, отменялась чеканка собственных денег.
Территории распространения каталанского языка отныне делились на провинции, которыми управляли назначенные из Мадрида губернаторы (кат. Capità General), для управления экономикой и финансами создавались специальные провинциальные органы, которыми руководили интенданты (кат. intendències provincials). В Мадриде были созданы государственные секретариаты (кат. secretaries d'Estat), которые впоследствии стали именоваться министерствами. При короле был создан Совет Кастилии (исп.  Consejo de Castilla), где прежнее Арагонское королевство имело меньше депутатов, чем, например, Наварра, Галисия или Астурия, а также испанский парламент, который, впрочем, не играл большой роли в централизованной испанской монархии.
13 апреля 1711 года новый королевский указ восстановил часть прав Арагонского королевства, однако каталоноязычных территорий эти изменения не касались.
В Северной Каталонии наступление на права местного населения началось раньше: после Пиренейского договора между Испанией и Францией 7 ноября 1659 года и присоединения северокаталонских районов Россельона, Баляспи, Кунфлена, Капс и Альта-Серданьи во Францию (интересно то, что испанский король официально не сообщил об этом каталонскому правительству до 1702 года) уже через год были отменены все традиционные каталонские политические институты (хотя в договоре отмечалось, что в присоединённых к Франции районах останется Каталонское самоуправления), а 2 апреля 1700 года Людовик XIV своим указом обязал с 1 мая того же года во всех официальных государственных институтах употреблять исключительно французский язык.
Несмотря на репрессии со стороны испанской и французской монархий и отсутствие собственных политических и административных структур, каталонцы сохранили национальное самосознание и начали борьбу за возвращение своих прав. Уже в 1734 году во французском переводе выходит политическое произведение Выход для усыплённых (кат.  Via fora els adormits), где звучит призыв к европейским государствам восстановить самостоятельность каталонских стран (кат.  domini català que amb utilitat de l'Europa pot reviure) и создать или «свободную каталонскую республику», или воссоздать независимое Арагонское королевство.
В 1736 году было написано Упоминание об альянсе с Его Высочеством Георгом Августом, королём Великобритании (кат.  Record de l'Aliança fet el Sereníssim Jordi Augusto Rey de la Gran Bretanya), в котором напоминается о Женевском договоре 1705 года и обещанную помощь создать Свободную республику Каталонию (кат.  Republica Libera de Cathalunya). «Упоминание» подписано 1736 года, указано, что это «22 год нашего рабства» (кат.  any 22 de nostra esclavitud).

### Ходатайство о защите
Ходатайство о защите моральных и материальных интересов Каталонии (исп.  Memoria en defensa de los intereses morales y materiales de Cataluña), общеизвестно по своему короткому названию «Ходатайство о защите» (кат.  Memorial de Greuges, исп.  Memorial de Agravios), — обращение интеллигенции и буржуазии Каталонии к королю Испании Альфонсо XII в 1885 году с требованиями восстановить определённые права каталонцев. Ходатайство было представлено Жуакимом Рубио-и-Осом (кат.  Joaquim Rubió i Ors), известным каталонским писателем той эпохи, оно было написано в связи с проектом коммерческого соглашения между Испанией и Великобританией и предложениями унифицировать гражданское право Испании. «Ходатайство о защите» считается первым современным проявлением каталонского национального движения в правовом поле Испании. Принципы «Ходатайства о защите» были положены в основу «Манрезких принципов» (кат.  Bases de Manresa), опубликованных в 1892 году.

### Возрождение
В середине XIX века, несмотря на то, что на каталанском языке говорило большинство населения так называемых каталанских земель, многие интеллектуалы считали, что нужно переходить на испанский язык: писатель Антони да Кампмань (кат.  Antoni de Campmany) писал, что каталанский язык является «средневековым языком провинции, который сейчас является мёртвым для республики, где существует образование»  (исп.  un antiguo idioma provincial muerto hoy para la república de las letras).
Процесс возрождения языка начался в 1859 году, когда Жуакимом Рубио-и-Осом был восстановлен праздник Жокс Флуралс. Именно это дало импульс не только интересу к каталанскому языку, но и политическому оформлению каталонского национального движения.

### Федерализм
Параллельно с развитием национального движения в Каталонии, в Мадриде возникло движение в поддержку федерализации Испании. Её возглавил выходец из Каталонии Франсиско Пи-и-Маргаль (кат.  Francesc Pi i Margall, исп.  Francisco Pi y Margall), который впоследствии стал президентом первой Испанской республики.
В Каталонии федералисты разделились на две группы — радикальное крыло, которое видело федерализацию Испании как промежуточный этап на пути к полной независимости Каталонии (которая, если нужно, могла бы свободно войти в будущую федерацию), и те, кто воспринимал лишь такую модель федерализма, которая была бы предложена Мадридом.
В 1873 году, после провозглашения первой Испанской республики, радикальное крыло федералистов Каталонии провозгласило создание независимого Каталонского государства на базе Совета провинции Барселоны. Каталония не стала независимой, поскольку в январе 1874 года генералом Серрано Франциско была захвачена власть, и в январе 1875 года восстановлена испанская монархия.

### Валенти Алмираль и Каталонский конгресс
Главной фигурой национального движения Каталонии этого периода является Алмираль Баланти (кат.  Valentí Almirall). Будущую Каталонию он видел полу-независимой, которая вместе с другими народами Пиренейского полуострова должна войти в ассоциацию государств (модель Арагонского королевства).
Алмираль пытался объединить левую республиканскую партию Каталонии, однако это ему не удалось.
На первом каталонском конгрессе (кат.  Primer Congrés Catalanista) в 1880 году объединились различные политические и культурные силы — республиканцы-федералисты, аполитичные выдающиеся каталонцы, писатели, организаторы  Жокс Флуралс , издатели одного из первых каталоноязычных журналов «Ла Ранашенса» (кат.  La Renaixensa — «возрождение»), однако превалировали левые организации. Поэтому правые политики оставили Конгресс.
На конгрессе было принято: создать совместный центр для каталонского политикума — Каталонский центр (кат.  Centre Català), создать Академию каталонского языка (кат.  Acadèmia de la Llengua Catalana), подготовить документ, которым защищался бы каталонский язык.
На втором каталонском конгрессе было принято решение кодифицировать каталонский язык, заявить о существовании Каталонии «как реальности», несмотря на существующие на то время административные границы, создать партию только в пределах Каталонии.
После нескольких расколов и создания партий разной направленности, одна из таких организаций — Каталонский союз (кат.  Unió Catalanista) — на своей ассамблее в городе Манреза приняла Принципы региональной каталонской Конституции (кат.  Bases per a la Constitució Regional Catalana), более известные как Манрезкие принципы (кат.  Bases de Manresa). Они и были положены в основу будущих Уставов автономии.

### Регионалистская лига
Регионалистская лига  (кат.  Lliga Regionalista) — политическая партия, созданная в 1901 году. Представляла интересы крупной национальной буржуазии Каталонии, коммерсантов, католической церкви. Самыми выдающимися политиками стали Анрик Прат-да-ла-Риба (кат.  Enric Prat de la Riba), Франсеск Камбо (кат.  Francesc Cambó) и Жузеп Пуч-и-Кадафалк (кат.  Josep Puig i Cadafalch).
В 1906 году Анриком Прато-да-ла-Риба была опубликована работа Каталонское гражданство (кат.  La nacionalitat catalana), где проводилась чёткая грань между нацией (естественным сообществом со своей историей) и государством (искусственной политической организацией). Каталония обозначена, как отдельная нация. Сделан вывод, что каждая нация должна иметь своё государство, а подчинение нации чужому государству является «патологической аномалией» (кат.  anormalitat morbosa). Однако Анрик Прат-да-ла-Риба не выступает за независимость Каталонии, естественным ему видится гармонизировать отношения между нациями в составе испанского государства, которое представляет собой «сожительство многих народов», значит нужно превратить Испанию в федерацию.

### Республиканское движение
В начале XX века существовала и другая политическая группа — республиканцы антифедералисты. Главной партией этого движения был Республиканский союз (кат.  Unió Republicana). Одним из идеологов этого движения был Алехандро Лэрри (исп.  Alejandro Lerroux), который впоследствии основал радикальную антикаталонскую Радикальную республиканскую партию (кат.  Partit Republicà Radical).
В 1909 году Республиканский Союз и Республиканский националистический центр (кат.  Centre Nacionalista Republicà) создали альянс для участия в выборах, а в 1910 году сформировали новую партию — Федеральный националистический республиканский союз (кат.  Unió Federal Nacionalista Republicana).

### Каталонское содружество
Каталонское содружество (кат.  Mancomunitat de Catalunya) — административная структура, которая с 6 апреля 1914 года до 20 марта 1925 года объединяла 4 каталонские провинции: Барселону, Жирону, Таррагону и Льейду.
Указ о разрешении провинциям объединяться в административные сообщества (что иными словами означало создание Каталонского содружества) был подписан королём 18 декабря 1913 года. Впервые с 1714 года испанскими властями было признано существование каталонского сообщества на официальном уровне.
Первыми двумя президентами Каталонского содружества стали Анрик Прат-да-ла-Риба и известный архитектор Жузеп Пуч (кат.  Josep Puig i Cadafalch). Самыми главными достижениями содружества стала модернизация инфраструктуры Каталонии — прокладка телефонных линий, управления портами, оптимизация структуры дорог, железной дороги, введение новых технологий в сельском хозяйстве и тому подобное.
В этот период был также создан Институт каталонских исследований (кат.  Institut d'Estudis Catalans), библиотека Каталонии (кат.  Biblioteca de Catalunya), промышленная школа (кат.  Escola Industrial), высшая школа искусств (кат.  Escola Superior de Belles Arts), школа местной администрации (кат.  Escola de l'Administració Local).
Особенно важным стало поддержание администрацией содружества орфографических норм современного каталонского языка, разработанных лингвистом Фабра Помпеу (кат.  Pompeu Fabra).
Каталонское содружество не имело больших политических полномочий, но её примеру впоследствии были сформированы Автономная область Каталонии и другие автономные области Испании, а также Женералитат Каталонии. Каталонское содружество было ликвидировано генералом Мигелем Примо де Риверой.

### Франсеск Масия и радикальный национализм
Франсеск Маси-и-Люса (кат.  Francesc Macià i Llussà) — политик Каталонии первой трети XX века. В 1919 году он создает Демократическую националистическую федерацию (кат.  Federació Democràtica Nacionalista), которая предложила превратить Испанию в конфедерацию иберийских народов, а в 1922 году создает партию Каталонское государство (кат.  Estat Català). Эта партия впервые предложила полную государственную независимость Каталонии от Испании.
Франсеск Маси впоследствии стал 122 Президентом Женералитату Каталонии с 14 декабря 1932 года.

### Диктатура Примо де Риверы
Процесс культурной и политической стабилизации в Каталонии был прерван на время диктатуры генерала Примо де Риверы (1923—1930 гг.). Каталонское содружество было отменено, партия каталонского государства перешла на нелегальное положение, а Франсеск Масия был вынужден эмигрировать во Францию. Там он планировал военное вторжение в Испанию и силовой захват Каталонии из городка Пра-де-моль-ля-Прест (каталонское название — Пратс-да-Муль, кат.  Prats de Molló) в Северной Каталонии. Он был схвачен французской жандармерией, однако это лишь прибавило ему популярности в Южной Каталонии.
В 1928 году в Гаване на Кубе произошла Конституционная ассамблея каталонского сепаратизма (кат.  Assemblea Constituent del Separatisme Català), на которой была принята Конституция независимой Каталонии (кат.  Constitució per a una Catalunya independent).

### Вторая Испанская республика
В 1931 году создаётся Левая республиканская партия Каталонии. Франсеск Масия, который был избран председателем партии, провозгласил необходимость создания «Каталонской республики — государства в составе Иберийской федерации» (кат.  República catalana com a Estat de la Federació Ibèrica).
После провозглашения второй Испанской республики испанским парламентом 9 сентября 1932 года Каталония признаётся автономией и получает собственный Устав. Орган самоуправления Каталонии официально получает известное из средневековья название Генералитет.
Президентом Генералитета становится сначала Франсеск Масия, а после его смерти, 1 января 1934 года — Льюис Кумпаньш.
Гражданская война в Испании начинается в 1936 году.

### Диктатура Франко
После победы в гражданской войне генерал Франсиско Франко в 1939 году ликвидировал демократические институты в Испании и всё, что было связано с обособленностью Каталонии: административную автономию, правительство и администрацию, запрещает каталонский язык. (исп.)

### Генералитет в изгнании
После окончания испанской гражданской войны большинство депутатов Парламента Каталонии и практически все каталонские политики были вынуждены уехать в эмиграцию (в основном в Северную Каталонию и Париж). Сначала в Париже, а после захвата нацистами Франции в Лондоне был создан Национальный Совет Каталонии (кат.  Consell Nacional de Catalunya). 15 февраля 1940 года президент довоенного Женералитата Льюис Кумпаньш был схвачен Гестапо и расстрелян возле Замка Монжуик в Барселоне режимом Франко.
После смерти Льюиса Кумпаньша президентом Генералитета в изгнании был избран Жузепа Ирла (кат.  Josep Irla), а в 1954 году его заменил Жузеп Тарраделяс (ERC).

### Партизанское движение
Репрессии режима Франко, в частности убийства: 90 тысяч оппонентов во время Второй мировой войны, 41 тысяча после войны, массовая эмиграция 450 тысяч человек, привели к возникновению партизанского движения. Отчасти это движение было организовано коммунистами и находилось под контролем Сталина.
В каталонских странах наибольшее распространение движение приобрело в провинции Кастельон (Валенсия), в арагонской провинции Теруэль (Западная полоса) и в Пиренеях (Каталония).
Крупнейшей акцией было вторжение 2500 партизан в Баль-дьАран с территории Франции. Партизаны хотели провозгласить временное республиканское правительство Испании в этом районе и добиться помощи союзников в освобождении Испании от режима Франко. Эта операция была начата коммунистами, однако они быстро отказались от такого рода акций по требованию Сталина. Контроль над районом перешёл к Партизанской группе Каталонии (кат.  Agrupació Guerrillera de Catalunya), однако очень быстро они были вытеснены с этой территории войсками Франко.

### Ассамблея Каталонии
Ассамблея Каталонии (кат. Assemblea de Catalunya) — неофициальное объединение большинства антифранкистских каталонских организаций с 1971 по 1977 годы. Была создана 7 ноября 1971 г. в барселонской церкви Св. Августакат. по предложению Координационной комиссии политических сил Каталониикат.. В состав Ассамблеи Каталонии в течение небольшого времени вошли большинство каталонских партий, которые во время диктатуры Франко были запрещены, профсоюзы, движения и т. п. Среди требований Ассамблеи были требования социальных и политических свобод, амнистии для противников режима Франко, восстановление Устава автономии Каталонии как шага к самоопределению каталонского народа.
Ассамблея объединяла диаметрально противоположные политические организации: коммунистов, различные националистические движения, партии, выступавшие за независимость Каталонии, социалистов, правых и т. д.
Среди акций, организованных Ассамблеей, можно назвать мирные собрания в Риполе в 1972 г., в Сан-Кугат-дель-Вальесе и в Вике в 1973 г., крупные манифестации 1 и 8 февраля 1976 г. в Барселоне, первое открытое празднование Национального дня Каталонии в Сан-Бой-де-Льобрегате в 1976 г.
Ассамблея самораспустилась в 1977 г.

## Современный период развития каталонского национального движения (с 1975 до 2005 года)

### Каталонское национальное движение в переходный период
Несмотря на репрессии времён Франко, включая последние годы диктатуры, борьба за демократические и национальные права каталонцев становилась всё более интенсивной.
Смерть Франко в 1975 году ознаменовала начало «переходного периода» к демократии. В Каталонии это время стало периодом требований к большей политической и экономической самостоятельности от Мадрида. Зимой 1976 года в Барселоне прошло несколько крупных манифестаций под лозунгом «Свобода, амнистия, автономия» (кат. Llibertat, amnistia, estatut d’autonomia). Летом этого же года «Марш свободы» (кат. Marxa de la Llibertat) — большое социальное движение, которое объединило каталонцев даже из самых отдалённых городков и хуторов, — привело к передаче власти на центральном уровне от правительства, сформированного королём, к правительству Адольфо Суареса-Гонсалеса (исп. Adolfo Suárez González), испанского адвоката и политического деятеля, который был главой испанского правительства в 1981 году.

### Политическая реформа
Адольфо Суарес-Гонсалесом был проведён отдельный закон о политической реформе, по которому постепенно легализовались политические партии и профсоюзы, запрещённые при Франко, и проходили выборы в представительные органы различного уровня. Этот переходный период позволил воссоздать свободное политическое движение в Каталонии. Наряду с этим впервые за много лет состоялось празднование 11 сентября — Национального дня Каталонии.
По результатам первых выборов в Каталонии победила Социалистическая партия (PSC-PSOE), а также другие партии, которые выступали за восстановление Устава автономии 1932 года (всего — 75 % депутатов). Была сформирована Ассамблея, которая включала в себя всех депутатов парламента Каталонии и сенаторов испанского парламента, представляющих Каталонию. Ассамблеей были восстановлены Генералитет, который возглавил его председатель в изгнании Жузеп Тарраделяс (кат. Josep Tarradellas). Решение Ассамблеи было принято на большой манифестации 11 сентября 1977 года, в которой приняли участие более миллиона каталонцев, требуя права на самоуправление.

### Восстановление Генералитета Каталонии
Правительство Адольфо Суареса-Гонсалеса издало декрет, которым восстанавливался Генералитет Каталонии (то есть собственное правительство, парламент и президент автономной области), правда, в переходный период. В течение месяца Жузеп Тарраделяс вернулся в Каталонию и был провозглашён единственным высшим легитимным представителем власти. Тарраделяс создал Исполнительный комитет Генералитета, где были представлены все парламентские силы Каталонии. Несмотря на то, что Генералитет не имел чётко определённых полномочий, решения проводились через представительный орган провинции Барселона (кат. Diputació de Barcelona).
Между тем на общегосударственном уровне была разработана и принята новая конституция, которая была поддержана на всеиспанском референдуме 6 декабря 1978 года. В конституции были признаны права наций и регионов на автономию.

### Каталонское национальное движение в условиях демократии
После утверждения Конституции Испании 1978 года началась разработка нового Устава автономии Каталонии. После его утверждения парламентом Каталонии он был вынесен на переговоры с правительством Испании. В 1979 году Устав был утвержден на референдуме.
Уставом Каталония признавалась «отдельным народом» (кат. nacionalitat), а Генералитет — институтом, который олицетворяет политическое самоуправление Каталонии (кат. institució en què s’organitza políticament l’autogovern de Catalunya). Каталонский язык был признан «наречием» (кат. llengua pròpia) Каталонии: он был провозглашён официальным вместе с испанским.
По сравнению с уставом 1932 года Устав 1979 года определял больше прав каталонского правительства в сфере образования, культуры и СМИ, но меньше в судебной сфере. Порядок финансирования автономии чётко определён не был, что стало основой разработки новой редакции устава в 2006 году.
В 1980 году состоялись первые выборы в парламент Каталонии, наибольшее количество мест получило объединение «Конвергенция и Единение». Президентом Парламента был избран Жорди Пужоль, представитель «Конвергенции и Единения». Начиная с этих выборов властные полномочия постепенно стали переходить от испанского государства к Генералитету.
Главным принципом Устава стал «общий суверенитет» (кат. sobirania compartida): испанское государство сохраняет за собой суверенные права, однако признает Устав автономии и передаёт Генералитету необходимые полномочия для национального восстановления Каталонии, которая пострадала во время диктатуры Франко. Вторым принципом стало «расширение сферы применения и нормирования каталонского языка» (кат. normalització del català): на каталонском начинают издаваться печатные СМИ (во времена Франко образование на языке и его употребление в официальной сфере были запрещены), появляются каталоноязычные радиостанции и телевизионные каналы, прежде финансируемые Генералитетом (в частности, Catalunya Ràdio и Televisió de Catalunya); впоследствии практически в каждом более-менее крупном городе появился свой местный телевизионный канал и несколько радиостанций. С 1983 года Уставом также восстанавливалась собственная каталонская полиция — Мосус д’Аскуадра (кат. Mossos d’Esquadra, дословно «команда ребят»), которая в 2008 году должна была полностью взять на себя функции испанской полиции в Каталонии: как Национальной полиции (исп. Policia Nacional), так и Гражданской гвардии (исп. Guardia Civil).
Модель «общего суверенитета» была воплощена в жизнь в период с 1982 до 2004 года, когда на посту премьер-министра Испании находились Фелипе Гонсалес и Хосе-Мария Аснар.

### Организация Терра Лиура
Терра Лиура (кат. Terra Lliure — «свободная земля», сокращённо TLL) — военная каталонская организация, созданная в 1978 году. Общеизвестной она стала после 23 июня 1981 года, когда на стадионе «Камп Ноу» организовала кампанию вывешивания баннеров с лозунгом «Мы — отдельная нация» (кат. Som una Nació). Испанским правительством, службой безопасности и каталонской ассоциации жертв террористических организаций (кат. Associació Catalana de Víctimes d'Organitzacions Terroristes) эта организация признана террористической. Принципы деятельности организации изложены в декларации «Кредо Терра Лиура» (кат. Crida de Terra Lliure), они включают в себя защиту территории каталанских стран, языка, национального суверенитета, интересов каталонских рабочих и противодействие испанизации каталонского общества. Лозунгами организации стали: «Независимость или смерть!», «Да здравствует вооружённая борьба», «Единая нация — каталанские страны» (кат. Independència o mort! Visca la lluita armada! Una sola nació, Països Catalans!).
Один из лидеров Терра Лиура, Пере Баскомпта (кат. Pere Bascompte), перешёл в другую политическую партию — Республиканскую левую партию Каталонии. Его идеи, изложенные в июне 1991 года в документе, озаглавленном «Демократический выбор в пользу независимости во время объединения Европы» (кат. Davant el procés d’unitat europea, l’opció democràtica cap a la independència), были впоследствии широко освещены Республиканской левой партией Каталонии, что спровоцировало скандал внутри самой левой партии — её лидеров обвинили в том, что они стали «голосом» террористической организации Терра Лиура.
Терра Лиура самораспустилась 11 сентября 1995 года. Премьер-министр Испании Филипе Гонсалес предоставил амнистию тем членам организации, которые не принимали участия в террористических действиях.

### Ла Криза — солидарность в защиту каталонского языка, каталонской культуры и народа
Ла Криза (или Ла Крида) — солидарность в защиту каталонского языка, каталонской культуре и народу (кат. Crida a la Solidaritat en Defensa de la Llengua, la Cultura i la Nació Catalanes, от кат. La Crida — «кредо, (я) верую») — движение в защиту свободного применения каталонского языка во всех сферах жизни в Каталонии. Его принципы изложены в Манифесте 2300 человек (исп. Manifest dels 2.300). Деятельность движения началась 24 июня 1981 года акцией 100 тысяч человек на стадионе «Камп Ноу». В 1980-х годах Ла Криза организовала несколько кампаний для свободного употребления каталонского языка, публикуя списки предприятий, где каталаноязычных дискриминировали.

### Каталонские профсоюзы
Конфедерация профсоюзов рабочих Каталонии (кат. Confederació Sindical de Treballadors de Catalunya, сокращённо CSTC) — профсоюз, созданный в 1980 году на базе Солидарности рабочих Каталонии (кат. Solidaritat d’Obrers de Catalunya, сокращённо SOC) и Сообщества рабочих (кат. Col·lectius de Treballadors). В 1985 году к профсоюзам присоединились ещё две организации, и профсоюзы были переименованы в Каталонскую конфедерацию профсоюзов (кат. Confederació Sindical Catalana, сокращённо CSC). На базе Конфедерации были созданы две крупные структуры — координация профсоюзных работников (кат. Coordinadora Obrera Sindical, сокращённо COS) и Интерсиндикал-CSC (кат. Intersindical-CSC).

## Каталонское национальное движение последних лет (с 2005 года)

### Устав автономии 2006 года
30 сентября 2005 года было официально представлено предложение нового Устава автономии в парламенте Каталонии. Новая редакция Устава сначала была поддержана всеми политическими партиями, кроме Народной партии Каталонии. При внесении поправок, для того чтобы Устав был поддержан Генеральными кортесами Испании, Республиканская левая партия Каталонии тоже отказалась поддерживать документ.
18 февраля 2006 года была организована большая манифестация под лозунгом «Мы — отдельная нация и имеем право сами принимать решения» (кат. Som una nació i tenim el dret de decidir).
Новый Устав во многих своих положениях развивает систему самоуправления Каталонии. Всенародный референдум 18 июня 2006 года подтвердил Устав, хотя в референдуме приняло участие лишь 49 % избирателей.
Результатом политического процесса стало утверждение положения о праве каталонской нации самой решать своё политическое будущее; в частности, 4 октября 2006 года было создано движение Суверенитет и прогресс (кат. Sobirania i Progrés), а также Платформа за право выбора (кат. Plataforma pel Dret de Decidir).

### Инициатива «Десять тысяч»
Инициатива «Десять тысяч» (полное название — «Десять тысяч в Брюсселе в поддержку самоопределения», кат. Deu Mil a Brussel·les per l’Autodeterminació) — общественное движение для организации демонстрации 7 марта 2009 года в Брюсселе в поддержку права каталонцев на самоопределение и возможности создания собственного государства.
По данным организаторов демонстрации, в ней приняли участие 12 тысяч человек из каталанских стран и из-за границы, по данным брюссельской полиции — 3 тысячи.
Такая идея родилась после опубликования 6 сентября 2008 года письма Анрика Канеля (кат. Enric Canela) под названием «Perplex, jo?» на сайте «blocgran.cat», в котором он предложил провести демонстрацию в Мадриде в поддержку стремления каталонцев к самоопределению вплоть до отделения от Испании. В комментариях было предложено провести такую демонстрацию не в Мадриде, а в Брюсселе — столице Европейского Союза.
Лозунгом демонстрации избраны слова «Мы хотим собственное государство!» (кат. Volem l’Estat propi!).

### Референдум о независимости Каталонии в муниципалитете Ареньш-да-Мун (первая волна)
Неоднозначную реакцию как внутри Каталонии, так и в испанском политикуме и обществе вызвали результаты консультативного референдума о независимости Каталонии в муниципалитете Ареньш-да-Мун (первый в истории каталанских стран подобный местный референдум о независимости автономной области Каталония), который состоялся 13 сентября 2009 года в городке Ареньш-да-Мун (комарка Марезма, автономная область Каталония), по которым более 96 % проголосовавших, высказались за то, «чтобы Каталония стала правовым, независимым, демократическим и социально-ориентированным государством, которое входило бы в Европейский Союз».
Этот референдум часто называют «Референдумом 13 S», поскольку он состоялся 13 сентября.

### Референдумы о независимости Каталонии (вторая волна)
Вторая волна консультативных референдумов о независимости Каталонии («Референдум 13 D») началась 12 декабря 2009 года (было проведено голосование в одном из самых маленьких муниципалитетов Каталонии, Сан-Жауме-да-Фрунтанья) и продолжилась на следующий день, 13 декабря 2009 года, в 166 муниципалитетах (29 комарепх) по всей автономии.
В этих муниципалитетах проживает 700 024 избирателя. Проведение референдума обеспечили 15 тысяч волонтеров. Во второй волны референдумов, по предварительным подсчётам, приняло участие 200 тысяч человек, что составляет примерно 30 % от численности избирателей.
Одной из особенностей референдумов стало разрешение голосовать иммигрантам, негражданам Испании, постоянно проживающим на территории Каталонии. Это разрешение было положительно оценено общинами иммигрантов, которые в своих воззваниях отметили высокую степень интеграции иностранцев в каталонское общество.
Одним из самых известных лиц, принявших участие в агитации за проведение референдума, стал Жоан Лапорта, действующий президент футбольного клуба «Барселона» (он, в частности, принял участие в агитационной кампании «Узон решает» (кат. Osona decideix!) в городе Сторона 11 декабря 2009 года).
Агитационная кампания второй волны референдума началась 27 ноября презентацией в Перпиньяне. 29 ноября такая презентация прошла в барселонском «Форуме» в присутствии 3500 человек.
Несколько политических партий решили поддержать референдум (в частности, «Республиканская левая партия Каталонии» и «Конвергенция и Единение»). Партия «Граждане — Гражданская партия», как и в случае с референдумом в Ареньш-да-Мун, выступила против: она пыталась устроить демонстрацию в Барселоне 13 декабря, однако её проведение не было разрешено правительством Каталонии.

### Референдумы о независимости Каталонии (третья и четвёртая волны)
Третья («Референдум 28-F») и четвёртая («Референдум 25 A») волны голосования были запланированы на 28 февраля 2010 года (в частности, 25 апреля 2010 года средних и крупных городах Балаге, Сал, Сарриа-да-Те, Жироне, Сабаделе, Манрезе, Ла-Сеу-д’Уржель, а возможно — и в столице Каталонии Барселоне). В муниципалитете Аспаррагера голосование прошло 24 апреля 2010 года.